# 卡内杜 (圣玛丽亚-达费拉)
卡内杜是葡萄牙阿威罗区的一个堂区。总面积27.81平方公里，总人口5782人，人口密度207.9人/平方公里。